# Colin McRae Rally 2.0
Colin McRae Rally 2.0 (estilizado como colin | mcrae | rally | 2.0) es un videojuego de carreras y el segundo juego de la serie Colin McRae Rally, desarrollado y publicado por Codemasters. Originalmente lanzado en Europa el 7 de julio de 2000 para PlayStation, también fue lanzado para PC y Game Boy Advance incluso en Norte y Latinoamérica.
El juego tiene una imagen y enfoques muy diferentes a los del primer juego, una conducción más realista, gráficos con detalles y modalidades simplificadas; así como un distintivo estilo visual sobre todo en los menúes, los cuales tienen un aspecto minimalista y algunos se mueven horizontalmente. Cuenta con modos de carrera de un jugador, o modalidades de multijugador con capacidad de hasta 8 participantes. Algunas características de su predecesor, como la posibilidad de conducir como conductores de Rally de la vida real, el modo Escuela de Rally, o los Rallies de Nueva Zelanda, Austria e Indonesia han sido excluidas en esta edición.
La versión de PC de Colin McRae Rally 2.0 posee una calidad gráfica superior a la de la versión de PlayStation, además de tener soporte para juego en línea.

## El juego
Colin McRae Rally 2.0 es un juego semisimulador de Rally, el cual brinda la posibilidad de jugar con vehículos presentes en el campeonato de Rally del año 2001, al igual que las etapas de ocho países presentes en dicho campeonato. Los países cuyos tramos están presentes en el juego son Finlandia, Grecia, Francia, Suecia, Italia, Australia, Kenia y el Reino Unido. Al principio solo uno está completamente disponible, por lo que es necesario seguir jugando para desbloquear todos los Rallies con todas sus etapas; y al igual que los coches, solo 6 pueden ser utilizados al inicio: 
Ford Focus, Mitsubishi Lancer, Toyota Corolla, Subaru Impreza, Peugeot 206 y Seat Córdoba. Además, otros pueden ser desbloqueados al obtener victorias en el juego.
El jugador puede guardar su propio progreso en el juego con su perfil de conductor, el cual le permite almacenar y tomar seguimiento de sus puntuaciones más altas, tiempos de carrera, coches desbloqueados, trofeos obtenidos y todas sus actuaciones.

## Modos de juego
Colin McRae Rally 2.0 tiene dos modos de juegos principales: Rally y Arcade.

### Rally
Este modo de juego se basa en la simulación, como ser las cámaras (dos exteriores, con una personalizable, una a la altura del parachoques delanteros, otra a la altura de la cabeza y la última que es dentro del casco del conductor, esta cámara completa la simulación), las cámaras de los circuitos, los daños (a excepción del modo desafío) y tiene cinco modos:

#### Campeonato
En este modo del juego se corre el campeonato con los valores reales del campeonato 2001, con caminos muy parecidos a los reales. Con una pequeña introducción.
Los países donde se puede jugar son:
- Finlandia: 1.ª etapa
- Grecia: 2.ª etapa
- Francia: 3.ª etapa
- Suecia: 4.ª etapa
- Australia: 5.ª etapa
- Kenia: 6.ª etapa
- Italia: 7.ª etapa
- Reino Unido: 8.ª etapa

En cada país hay 4 etapas en nivel novato, sin contar los circuitos cerrados, conocidos como S.E, en nivel intermedio son 8 etapas y en el nivel más alto que es experto hay 10 etapas. En estas carreras debes hacer tiempos lo suficientemente buenos, como para quedar entre los 6 primeros, de lo contrario, hay que correr en pistas aleatorias del país hasta que se consiga llegar hasta el puesto requerido. De lo contrario, se debe reiniciar el país.
Se puede jugar hasta 4 jugadores con el auto y sus preferencias en el área de servicio a gusto.

#### Rally individual
En este rally, se puede correr en cualquier país elegido por el jugador. Tiene los mismos valores que cada país en el campeonato, con la excepción de que se corren únicamente las 2 etapas y las carreras S.E. en caso de que las tuviera.
Si se llegara en los tres mejores puestos, o en el peor puesto (16.º) se puede reiniciar todo el rally. Es decir que no hay carreras aleatorias, pero el nivel de gráficos, como la cantidad de jugadores son iguales al modo campeonato.
Los países son:
- Finlandia, Grecia y Francia (valores por defecto)
- Suecia, Australia, Kenia, Italia y Reino Unido (Terminar el campeonato en el modo novato para desbloquear estas últimas)

#### Etapa Individual
Como lo indica el nombre, en este modo se puede correr, en cualquier etapa de las 8 pistas. Con la excepción de que hay que desbloquear los últimos 5 países para correr en ellos.
Aquí también el nivel de gráficos es igual a los anteriores como así también jugar hasta 4 jugadores.

#### Prueba Contrarreloj
Se corre como en el modo etapa individual.

#### Desafío
Este es el último modo de juego, y se corren en las pistas S.E., aquí el nivel de gráficos es pobre como en el modo arcade, pero permite correr un versus contra cualquiera de los 16 jugadores del juego, e inclusive contra el mismísimo Colin McRae.
En la versión PAL del juego, si seleccionamos este modo en idioma español, y mientras corremos presionamos pausa o terminamos la carrera se puede apreciar un fallo, quedando nuestra consola tildada. Como dato especial, en este modo podremos jugar en un circuito cerrado de Japón.

### Arcade
Como lo dice el título, no se basa en la simulación, si no en un modo menos complejo y más sencillo. El nivel de gráficas es muy pobre, y no están las cámaras del interior del auto, como así también el área de servicio, los daños también fueron excluidos en este modo. Hay solo tres países en este modo [(Suecia, Italia y Grecia) y para desbloquear también: (Australia, Finlandia, Francia, Kenia y Reino Unido)], de una carrera cada uno, en donde las carreras son solo circuitos cerrados. Solo pueden jugar 6 autos. Es la única modalidad de juego que tiene música. Cada valor se asigna a los tres modos de este menú:

#### Campeonato
Corres en tres países de una pista cada uno. En el campeonato clase B correrás en Italia, Suecia y Grecia. En el campeonato clase A te encontraras con Finlandia, Francia y Australia.

#### Carrera Individual
Se puede correr en cualquier circuito de cualquier país, incluidos los circuitos de bonificación (Kenia y Reino Unido). Se puede ajustar la cantidad de competidores y de vueltas.

#### Prueba Contrarreloj
Se corre contra un coche fantasma, que resulta ser el tiempo más rápido del jugador (si existe). Al jugarse una pista por primera vez, se incluye un coche fantasma con un recorrido lento, y al terminar el jugador la carrera, el coche fantasma recrea la vuelta del jugador.
Esta modalidad carece de música, probablemente al no participar en la misma competidores reales.
Al competir el jugador contra "sí mismo", este modo no ofrece selección de dificultad.

## Área de servicio
El área de servicio, es una parte exclusiva del modo Rally, salvo el modo desafío.
En esta parte que está al principio de cada etapa individual, y después de la primera etapa en el modo Campeonato, y Rally individual.
Aquí se puede configurar las preferencias del vehículo entre otras y repararlo, además aquí se conoce los detalles de la pista, como ser la ubicación, la longitud, el tiempo y la superficie de la misma.tiene un menú de la siguiente manera:

### Config.
Se dan los detalles del vehículo:
- Potencia
- Peso
- Tipo de tracción

Aquí se configura:
- Los tipos de neumáticos, como ser de asfalto, barro, gravilla y nieve.
- Las relaciones de la caja de cambios: Corta y Larga
- La suspensión: blanda y dura
- Relación Potencia: trasera y delantera
- Equilibrio de frenos: Lo mismo que la relación pot.
- Potencia del frenado: débil y fuerte
- Dirección: baja y alta

En la parte inferior izquierda de la pantalla, se da una explicación de cada una de las opciones.

### Reparar
Como existen los daños, pueden repararse desde aquí:
- Caja de cambios
- Turbo
- Suspensión
- Diferencial
- Frenos
- Carrocería
- Dirección
- Sistema eléctrico
- Tubo de escape
- Eje de transmisión
- Ejes

Estos son todos los tipos de daños que sufren estos autos, y como en la configuración, en la parte inferior izquierda, hay un texto, en donde explica que parte del auto es afectada por los daños en esa zona.
Lo malo del área de servicio, es que solo tiene 60 min. de reparación, es decir que si se quiere reparar la transmisión o cambiar el tipo de neumático, esto te consumirá tiempo, y si te quedas sin el tiempo suficiente, no se podrá reparar o cambiar la parte del auto.
Aunque para algunos esto es un privilegio, ya que obliga a aprender a manejar, para así no tener tantos daños.

### Proceder
Permite avanzar a la siguiente carrera.

### Guardar
Esta opción solo está en el modo campeonato, permite guardar el avance logrado.

### Abandonar
Abandonas el área de servicio y el juego.

## Etapas
Finlandia: Cuenta con 12 etapas individuales. 
Grecia: Cuenta con 12 etapas individuales, más un circuito cerrado (S.E).
Francia: Cuenta con 12 etapas individuales.
Suecia: Cuenta con 12 etapas individuales, más un circuito cerrado (S.E).
Australia: Cuenta con 12 etapas individuales.
Kenia: Cuenta con 12 etapas individuales, más un circuito cerrado (S.E).
Italia: Cuenta con 12 etapas individuales.
Reino Unido: Cuenta con 12 etapas individuales, más un circuito cerrado (S.E).

## Coches
Para desbloquear los coches se deben ganar los campeonatos y rallies que tengan una etapa super especial (circuito cerrado) en primer puesto a partir de nivel intermedio. También se pueden desbloquear todos con un truco.
- Ford Focus WRC 2000 (Este auto se puede seleccionar desde el principio del juego)
- Ford Focus WRC 1999
- Peugeot 206 WRC (Este auto se puede seleccionar desde el principio del juego)
- Subaru Impreza 22B (Este auto se puede seleccionar desde el principio del juego)
- Toyota Corolla WRC (Este auto se puede seleccionar desde el principio del juego)
- SEAT Córdoba WRC (Este auto se puede seleccionar desde el principio del juego)
- Mitsubishi Lancer Evo VI (Este auto se puede seleccionar desde el principio del juego)
- Mitsubishi Lancer Evo VI Alternativo 1 (Este auto se consigue después de haber ganado el campeonato arcade en nivel intermedio clase B)
- Mitsubishi Lancer Evo VI Alternativo 2 (Este auto se consigue después de haber ganado el campeonato arcade en nivel intermedio clase A)
- Ford Focus Alternativo 1 (Este auto se consigue después de haber ganado el campeonato arcade en nivel experto clase B)
- Ford Focus Alternativo 2 (Este auto se consigue después de haber ganado el campeonato arcade en nivel experto clase A)
- Ford Escort Mk 1 (Este auto se consigue después de terminar el campeonato de rally en nivel novato)
- Mitsubishi Lancer Evo VI road car (Este auto se consigue ganando el rally de Grecia en nivel intermedio)
- Mini Cooper S (Este auto se consigue ganando el rally de Kenia en nivel Intermedio)
- Ford Racing Puma (Se consigue ganando el campeonato de rally en nivel intermedio)
- Ford Sierra Cosworth (Este auto se consigue ganando el rally de Suecia en nivel intermedio)
- Lancia Stratos (Se consigue después de ganar el rally de Kenia en nivel experto)
- Peugeot 205 T16 (Se consigue después de ganar el rally de Suecia en nivel experto)
- MG Metro 6R4 (Se consigue después de ganar el rally de Grecia en nivel experto)
- Lancia Delta Integrale (Se consigue después de ganar el rally de Grecia en nivel experto)
- Lancia Delta Integrale Alternate 1
- Lancia Delta Integrale Alternate 2